# Clyde (Alberta)
Clyde è un villaggio del Canada, situato nella regione centrale dell'Alberta.